# Montlaur (Aveyron)
 Montlaur  (también así en occitano) es una población y comuna francesa, situada en la región de Mediodía-Pirineos, departamento de Aveyron, en el distrito de Millau y cantón de Belmont-sur-Rance.

## Demografía
| 761 | 657 | 608 | 557 | 556 | 581 |
| Para los censos de 1962 a 1999 la población legal corresponde a la población sin duplicidades (Fuente: INSEE [Consultar]) |     |     |     |     |     |